# Wladimir Alexejewitsch Grebennikow
Wladimir Alexejewitsch Grebennikow (russisch Владимир Алексеевич Гребенников; * 22. August 1932 in Pensa, Russische SFSR; † 19. Dezember 1992) war ein sowjetisch-russischer Eishockeyspieler, der über viele Jahre für Krylja Sowetow Moskau und  Spartak Moskau in der höchsten Spielklasse der UdSSR, der Klass A, aktiv war. Der größte Erfolg seiner Karriere war neben einem Meistertitel mit Krylja der Gewinn der Bronzemedaille bei den Olympischen Winterspielen 1960.

## Karriere
Wladimir Grebennikow spielte zunächst in einem Moskauer Werksteam Eishockey. 1950 wechselte er zu Spartak Moskau, wo er bis 1953 aktiv war. Die Saison 1953/54 verbrachte er bei DK K. Marxa Elektrostal, ehe zusammen mit seinem Sturmpartner auf dem linken Flügel,  Wiktor Prjaschnikow, zum damaligen Topklub Krylja Sowetow Moskau delegiert wurde. In den folgenden zehn Jahren spielte Grebennikow ausschließlich für Krylja und wurde mit diesem Verein einmal Sowjetischer Meister (1957) und zweimal Vizemeister (1956 und 1958). Zudem zeichnete er sich in der Saison 1955/56 mit 46 Toren als bester Torschütze der Klass A aus. Insgesamt erzielte er im Laufe seiner Karriere 254 Tore in 302 Spielen in der Klass A.
In der Saison 1965/66 ließ er seine Karriere bei Spartak Rjasan ausklingen. Anschließend war er zwischen 1966 und 1969 Trainer bei Spartak Moskau, ehe er ab 1970 im Moskauer Werk Promswjas arbeitete.

### International
Am 9. Januar 1955 stand er in einem Spiel gegen Schweden zum ersten Mal für die sowjetische Nationalmannschaft auf dem Eis. und gewann mit dieser 1957 die Silbermedaille bei der Weltmeisterschaft. Seine internationale Karriere wurde mit der Bronzemedaille bei den Olympischen Winterspielen 1960 gekrönt. Für die Nationalmannschaft erzielte er 17 Tore in 22 Länderspielen. Am 28. Februar 1960 bestritt er sein letztes Länderspiel.

## Erfolge und Auszeichnungen
- 1956 Sowjetischer Vizemeister mit Krylja Sowetow Moskau
- 1956 Bester Torschütze der Klass A (46 Tore)
- 1957 Sowjetischer Meister mit Krylja Sowetow Moskau
- 1957 Silbermedaille bei der Weltmeisterschaft
- 1958 Sowjetischer Vizemeister mit Krylja Sowetow Moskau
- 1960 Bronzemedaille bei den Olympischen Winterspielen

Goldmedaille bei der Europameisterschaft

## Statistik
(Legende zur Spielerstatistik: Sp oder GP = absolvierte Spiele; T oder G = erzielte Tore; V oder A = erzielte Assists; Pkt oder Pts = erzielte Scorerpunkte; SM oder PIM = erhaltene Strafminuten; +/− = Plus/Minus-Bilanz; PP = erzielte Überzahltore; SH = erzielte Unterzahltore; GW = erzielte Siegtore; 1 Play-downs/Relegation; Kursiv: Statistik nicht vollständig)